# Софиенштрассе, 2

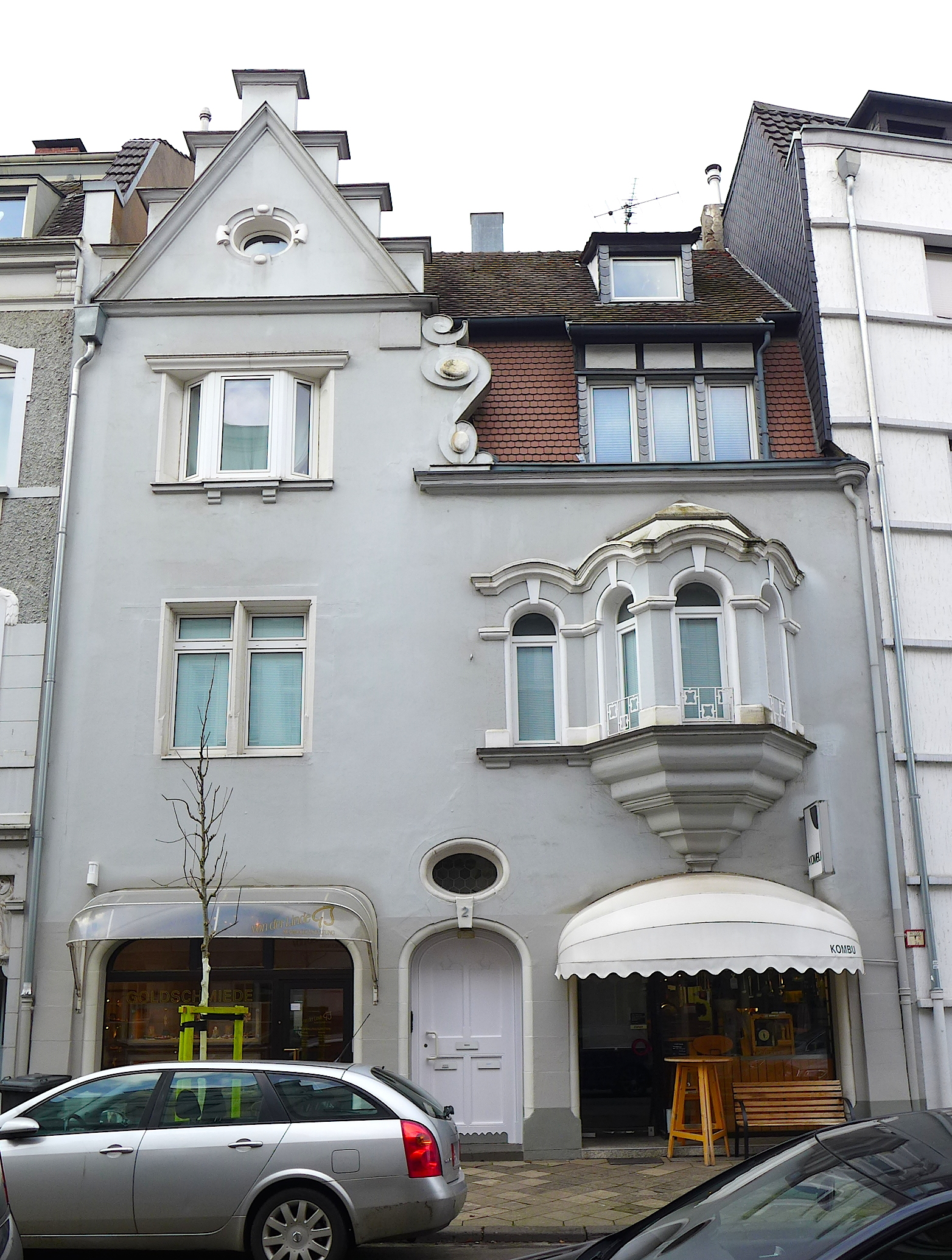
Жилое здание на Софиенштрассе, 2

Софиенштрассе, 2 (нем. Sophienstraße 2) — жилое здание, находящаяся по адресу Софиенштрассе, 2 в административном районе Бенрат (Дюссельдорф, Германия).

## Общая характеристика
Это двухэтажное жилое здание с первым торговым этажом. Фасад здания, имеющий каменные вставки, оштукатурен и покрашен в светлые тона. Проект строительства и его реализация в 1905—1907 годах принадлежат известному дюссельдорфскому архитектору Вальтеру Фуртманну.
На первом этаже архитектор устроил справа и слева от входа обширные корзинообразные окна-витрины, имеющие в верхней части плавные выгнутости. Такая же форма отпределяет и расположенный в центре вход в здание, выполненный в виде как бы окна гостиной и имеющий низкий парапет. Чуть выше входа расположено небольшое овальное световое окно с клинышком номера дома над входом. Над правым окном-витриной (и одновременно ныне входом в торговое заведение) расположен трапециевидный эркер второго этажа с комбинацией вертикально вытянутых окон, одно из которых встроено в стену, образуя в целом изящную композицию.
Верхний этаж над левым окном первого этажа освещается простым квадратным двустворчатым окном. Над ним поднимается высокая мансардная стена (Zwerchhaus), завершающаяся треугольным ступенчатым фронтоном. Это довольно редкое архитектурное решение для жилых зданий. Этот верхний надстроенный «домик гнома» (Цверххаус) ограничивается справа резной каменной спиралью, являющейся частью необычного фасадного [дизайн]а. В мансардной стене пробиты два окна: нижнее широкое квадратное и верхнее овальное. Верхнее овальное окно в значительной степени украшено резными вставками-профилями. Ступеньки фронтона подчеркнуты выделены карнизами.
На правой стороне здание завершается крутой мансардной крышей. Её нижняя массивная часть открывается большим трёхстворчатым окном (люкарной), а сверху, уже собственно на крыше — меньшей люкарной.
В 1982 году был реконструирован первый этаж, а в 1984 году был расширен второй уровень крыши.
В настоящее время за правым окном-витриной первого этажа находится закусочная «Бистро-Комби». а за левым окном-витриной — ювелирный магазин.

## Под охраной закона
Здание является памятником архитектуры Дюссельдорфа и с 18 октября 1985 года охраняется законом.

## Ещё по теме
- Памятники архитектуры Бенрата